# Обора (Великопольське воєводство)
Обора (пол. Obora) — село в Польщі, у гміні Ґнезно Гнезненського повіту Великопольського воєводства.
Населення — 326 осіб (2011).
У 1975—1998 роках село належало до Познанського воєводства.

## Демографія
Демографічна структура станом на 31 березня 2011 року:
|          | Загалом | Допрацездатний вік | Працездатний вік | Постпрацездатний вік |
| -------- | ------- | ------------------ | ---------------- | -------------------- |
| Чоловіки | 165     | 41                 | 116              | 8                    |
| Жінки    | 161     | 38                 | 94               | 29                   |
| Разом    | 326     | 79                 | 210              | 37                   |